# Universidade Federal de Goiás
Universidade Federal de Goiás är ett universitet i Brasilien. Det ligger i kommunen Goiânia och delstaten Goiás, i den mellanvästern delen av landet, 175 km söder om huvudstaden Brasília. 